# Veliki rombiheksaeder
| Veliki rombiheksaeder                   | Veliki rombiheksaeder                                |
| --------------------------------------- | ---------------------------------------------------- |
|                                         |                                                      |
| Vrsta                                   | uniformni zvezdni polieder                           |
| Elementi                                | F = 18, E = 48, V =24 ({\displaystyle \chi \,} = -6) |
| Stranske ploskve po stranicah           | (12){4}+6{8/3}                                       |
| Wythoffovi simboli                      | 2 3/4 (3/2 4/2) \|                                   |
| Simetrijska grupa                       | Oh, [4,3], *432                                      |
| Bowerjeva okrajšava                     | Groh                                                 |
| Sklici                                  | U21, C82, W103                                       |
| veliki rombiheksakron (dualni polieder) | 4.8/3.4/3.8/5 slika oglišč                           |

Veliki rombiheksaeder je nekonveksni uniformni polieder z oznako (indeksom) U73. Njegov dual je veliki rombiheksakron . Njegova slika oglišč je križni štirikotnik. 

## Sorodni poliedri
Ima isto razporeditev oglišč kot  konveksna prisekana kocka. Razen tega ima isto razvrstitev robov kot nekonveksni veliki rombikubooktaeder, ki ima skupaj 12 kvadratnih stranskih ploskev, ter veliki kubikubooktaeder, ki pa ima skupne oktagramske stranske ploskve.
| prisekana kocka | nekonveksni veliki rombikubooktaeder | veliki kubikubooktaeder | veliki rombiheksaeder |